# 申紅哲
申 紅哲（シン・ホンチョル、朝鮮語: 신홍철、英語: Sin Hong Chol、ロシア語: Син Хон Чхоль）は、朝鮮民主主義人民共和国の外交官、政治家。駐ロシア大使、朝鮮労働党中央委員会委員候補。外務次官、駐バングラデシュ大使などを歴任した。

## 経歴
出生地や生年月日は不明。2008年9月15日に最高人民会議常任委員会によって駐バングラデシュ大使に任命された。2015年に外務次官に転じ、アフリカや中南米、アラブ諸国の担当となった。同年3月にシリアを訪問しアサド大統領と会談した。2016年5月21日に赤道ギニアを訪問した金永南最高人民会議常任委員会委員長に同行し、テオドロ・オビアン・ンゲマとの会談に同席した。同年8月にはアンゴラ・コンゴを歴訪し、11月25日にキューバのフィデル・カストロ前国家評議会議長が死去すると、党副委員長の崔竜海を団長とする弔問団の一員としてキューバに派遣された。
2017年4月にはアルジェリアやモーリタニアなどのアラブ諸国を歴訪した。2018年7月18日に訪朝したイーゴリ・モルグロフロシア外務次官と会談し、朝鮮半島の平和体制構築などについて討議し、10月30日にはモスクワを訪問し、イーゴリ・モルグロフ外務次官と再度会談した。
2019年12月28日から12月31日まで開催された朝鮮労働党中央委員会第7期第5回総会で党中央委員会委員候補に補選され、2020年2月に駐ロシア大使に任命された。